# Jaime Roos

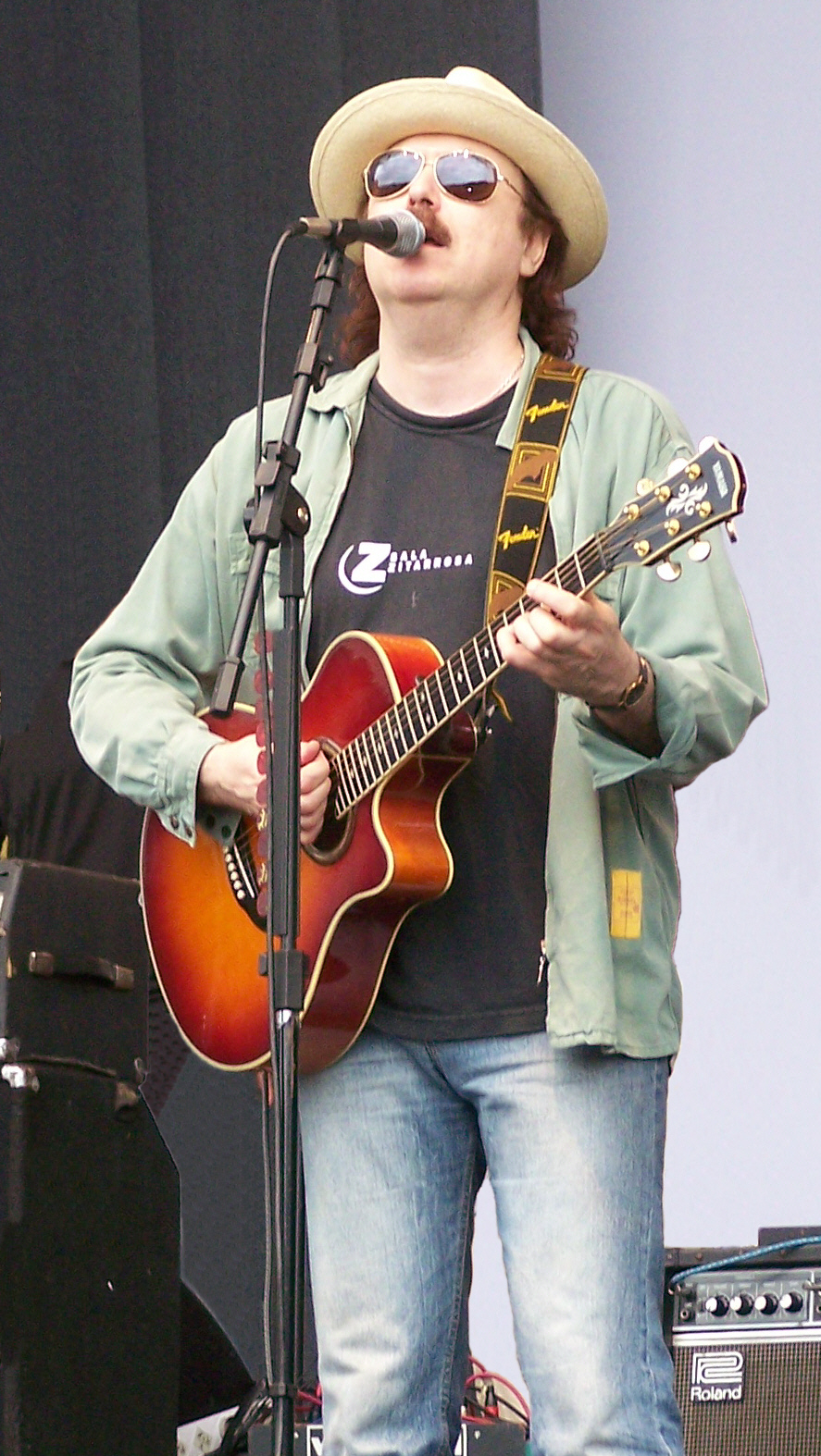
Jaime Roos (2007)

Jaime Andrés Roos Alejandro (* 12. November 1953 in Montevideo, Uruguay) ist ein uruguayischer Musiker, Komponist und Produzent.

## Karriere
Roos, dessen musikalische Tätigkeit insbesondere durch die landestypischen Musikgenres Murga, Candombe, Milonga und Tango geprägt ist, gehörte zunächst der Gruppe Epilogo de sueños an und nahm mit Patria libre, mit denen er 1975 auch durch Europa tourte, eine Platte auf. Nach Auflösung von Patria libre ließ er sich anschließend vorübergehend in Frankreich nieder. 1977 erschien dann in Uruguay sein erstes Album „Candombe del 31“, in dem er auch vier bereits in Paris entstandene Stücke verarbeitete. Nachdem er Ende 1977 und nach einer ausgedehnten Reise durch Lateinamerika erneut nach Europa zurückgekehrt war, wurde er Musik-Direktor von Los indianos. Von 1978 bis 1984 in Amsterdam lebend, spielte er als Bassist in diversen Jazz-, Salsa- und Rock-Bands. Der Rückkehr nach Uruguay folgend, trat er verstärkt als Solo-Künstler in Erscheinung, gründete aber auch die Gruppe Repique. 1985 erschien Brindis por Pierrot, die über einen Zeitraum von mindestens zwanzig Jahren zur meistverkauften Platte Uruguays im nationalen und internationalen Bereich wurde.
1995 erfolgte seine Ernennung zum Visitante ilustre durch die Stadt Buenos Aires. Anlässlich seines 20-jährigen Bühnenjubiläums veranstaltete er 1997 zahlreiche Jubiläums-Konzerte im montevideanischen Teatro Solís. Daraus entstand das 1998 in Lateinamerika und 2003 in Europa veröffentlichte Album Concierto Aniversario. Einem 1998 erhaltenen Preis der Sociedad Argentina de Autores (SADAIC) schlossen sich in den Folgejahren weitere Auszeichnungen an. So wurde er 1999 mit dem argentinischer Kritiker-Preis ACE bedacht und empfing im selben Jahr den Florencio-Sánchez-Preis der Schauspieler und Regisseure Argentiniens. 1999 und 2000 wurde er zudem zweimal hintereinander von der AGADU ausgezeichnet. Überdies erhielt er den Cóndor de Plata der Vereinigung der argentinischen Filmkritiker für die Filmmusik im 1999 erschienenen Streifen El amateur. Roos repräsentierte Uruguay in einer von der BBC in London ausgestrahlten Millenniums-Sendung, die in mehr als 120 Länder übertragen wurde. Für die Fußball-Weltmeisterschaft 2002 schrieb er den offiziellen Song der Celeste.
Roos konnte in seiner bisherigen Karriere mehr als 75 Schallplatten zu Gold- und Platin-Status führen. Viele seiner Lieder wurden von anderen Künstlern gecovert. Zu den Musikern, die eigene Versionen seiner Stücke aufnahmen, zählten neben vielen anderen etwa Antonio Tarragó Ros, Laura Canoura, Nei Lisboa, Rubén Blades oder Jorge Lazaroff. Sein Song Adiós juventud fand Verwendung im Rahmen der 1988 durchgeführten Volksabstimmung in Chile, als ihn die Gegner als Symbol für ihre Kampagne nutzten. Auch die Werbung entdeckte Roos’ Lieder für ihre Zwecke. So nutzte die El País El grito del canilla in diesem Zusammenhang, was dazu führte, dass diese Werbung 1996 zur besten des Jahrzehnts gewählt wurde.

## Diskografie

### Alben
- Candombe del 31 (Ayuí / Tacuabé a/e12. 1977)
- Para espantar el sueño (1978)
- Aquello (Ayuí / Tacuabé a/e27, 1981)
- Siempre son las 4 (Orfeo SULP 90689, 1982)
- Nunca, nunca, nunca / Ella allá Nº 2 (Orfeo, simple, 1983)
- Mediocampo (Orfeo SULP 90730, 1984)
- Repique (mit Repique, Orfeo SULP 90750, 1984)
- Mujer de sal junto a un hombre vuelto carbón (gemeinsam mit Estela Magnone – 1985)
- Brindis por Pierrot (Orfeo SULP 90787, 1985)
- ¡Qué barbaridad! (mit Repique, Orfeo SULP 90783, 1985)
- 7 y 3 (Orfeo SULP 90832, 1986)
- Sur (Orfeo, 1987)
- Esta noche (Live im „La Barraca“ – Orfeo 91043-1 und 91043-4 1989)
- Seleccionado (Orfeo SCO 001-2, 1989)
- Estamos rodeados (Orfeo 91080-1, 1991)
- Cuando juega Uruguay (Orfeo, 1992)
- La margarita (Texte von Mauricio Rosencof – Sello Orfeo, 1994)
- El puente (Orfeo, 1995)
- Si me voy antes que vos (Columbia, 1996)
- Repertorio (EMI-Orfeo, 1997)
- Concierto aniversario (Sony Music, live im Teatro Solís, 1998, UY: ×2Doppelplatin )
- Contraseña (2000, UY: Platin)
- Candombe, murga y rocanrol (Sony Music, 2004)
- Serie de Oro: Grandes Exitos (2005)
- Fuera de Ambiente (Koala Records, 2006)
- Clásico (Bizarro Records, 2007)
- Hermano te Estoy Hablando (2009)

### Videoalben
- Que te abrace el viento (2000)

## Auszeichnungen für Musikverkäufe
| Platin-Schallplatte - Argentinien - 2003: für das Videoalbum Que te abrace el viento |

| Land/RegionAuszeichnungen für Musikverkäufe (Land/Region, Auszeichnungen, Verkäufe, Quellen) | Gold | Platin     | Verkäufe | Quellen      |
| -------------------------------------------------------------------------------------------- | ---- | ---------- | -------- | ------------ |
| Argentinien (CAPIF)                                                                          | —    | Platin1    | 8.000    | capif.org.ar |
| Uruguay (CUD)                                                                                | —    | 3× Platin3 | 18.000   | cudisco.org  |
| Insgesamt                                                                                    | —    | 4× Platin4 |          |              |